# Josef Eichner
Josef Eichner (* 12. Oktober 1899 in Baiernrain; † 9. August 1979 in Dietramszell) war ein deutscher Politiker der Bayernpartei.

## Leben und Beruf
Josef Eichner war der Sohn des Bauern Balthasar Eichner, der für die Bayerische Volkspartei von 1919 bis 1924 dem Bayerischen Landtag angehörte. Nach der landwirtschaftlichen Ausbildung im elterlichen Anwesen und auf den Landwirtschaftsschulen Ottobeuren und Landsberg am Lech übernahm er 1930 den elterlichen Betrieb. 1946 wurde er Vorsitzender des Milch- und Fettwirtschaftsverbandes Bayern.

## Politik
Eichner, der römisch-katholischen Glaubens war, war seit 1947 Mitglied der Bayernpartei und wurde 1949 deren Bezirksvorsitzender für Oberbayern.
Er gehörte dem Deutschen Bundestag seit dessen erster Wahl 1949 bis 1953 an. Er wurde im Wahlkreis Miesbach mit 23,4 % der Stimmen und einem knappen Vorsprung vor seinem CSU-Konkurrenten (22,8 %) direkt gewählt. Dies ist bis heute der geringste Stimmenanteil, mit dem ein Kandidat seinen Wahlkreis gewinnen konnte. Bei den Bundestagswahlen 1953 und 1957 kandidierte er für die BP bzw. die FU, gelangte aber nicht mehr ins Parlament.